# Чахувек (Мазовецьке воєводство)
Чахувек (пол. Czachówek) — село в Польщі, у гміні Ґура-Кальварія Пясечинського повіту Мазовецького воєводства.
Населення — 586 осіб (2011).
У 1975-1998 роках село належало до Варшавського воєводства.

## Демографія
Демографічна структура станом на 31 березня 2011 року:
|          | Загалом | Допрацездатний вік | Працездатний вік | Постпрацездатний вік |
| -------- | ------- | ------------------ | ---------------- | -------------------- |
| Чоловіки | 285     | 60                 | 201              | 24                   |
| Жінки    | 301     | 71                 | 175              | 55                   |
| Разом    | 586     | 131                | 376              | 79                   |